# رادووتس
رادووتس (به بلغاری: Radovets) یک منطقهٔ مسکونی در بلغارستان است که در توپولوفگراد واقع شده‌است.